# 南昌邮政大楼
南昌邮政大楼位于江西省南昌市东湖区百花洲街道邮政路社区邮政路2号、民德路，为南昌市文物保护单位。
南昌邮政大楼原名南昌交通大楼，于1935年2月动工，1936年10月10日落成启用，由上海建明建筑事务所设计及监造，上海新亨营造厂承建，耗费50万银元，马蹄形平面，占地面积7946.47平方米。民国年间与江西大旅社、南昌行营旧址并称为南昌三大建筑。抗战期间曾遭日军轰炸。1951年，南昌交通大厦由江西省邮电管理局和南昌市邮电管理局共同使用。1958年省局迁出，由市局单独使用。1969年邮电分设，该楼由南昌市邮政局使用，定名“邮政大楼”。

2006年3月26日公布为第三批南昌市文物保护单位。